# Chen Quanguo
Chen Quanguo, född 1955 i Pingyu, är en kinesisk kommunistisk politiker på ledande nivå. Han var ledamot i politbyrån i Kinas kommunistiska parti 2017–2022. Chen gick med i Kinas kommunistiska parti 1976 och har en utbildning i ekonomi.
Chen tjänstgjorde i Folkets befrielsearmé åren och  1973-77 och gick med i Kinas kommunistiska parti 1976. Han tillhör den första kullen studenter som fick studera på universitet efter gaokao-examen återinförts 1978. Han har en examen i ekonomi från Zhengzhous universitet.
Han är mest känd för sin roll som partichef i Tibet (2011–2016) och Xinjiang (2016–2021) samt förste politisk kommissarie i Produktions- och konstruktionskåren i Xinjiang. Det var under hans ledarskap som Xinjiangs interneringsläger infördes med början 2017 och han har utpekats som huvudansvarig för folkmordet på uigurerna.
Den 9 juli 2020 beslutade USA:s regering att utsätta Chen för sanktioner enligt Magnitskijlagen på grund av hans inblandning i folkmordet på uigurerna.